# Philippe Gurdjian
Philippe Gurdjian (ur. 18 stycznia 1945 roku, zm. 29 sierpnia 2014) – francuski kierowca wyścigowy.

## Kariera
Gurdjian rozpoczął karierę w międzynarodowych wyścigach samochodowych w 1975 roku od startu w klasie GT 24-godzinnego wyścigu Le Mans, gdzie uplasował się na siódmej pozycji w klasie, a w klasyfikacji generalnej był trzynasty. W późniejszych latach Francuz pojawiał się także w stawce World Championship for Drivers and Makes oraz French Touring Car Championship.